# Wappen der Provinz Álava

Wappen der Provinz Álava seit 1993

Die aktuelle Version des Wappens der Provinz Álava wurde durch die Norma Foral 14/93 am 5. Mai 1993 festgelegt, nachdem das Parlament bereits am 20. Dezember 1984 über das Aussehen des Wappens abgestimmt hatte.

## Beschreibung
In der Heraldik werden die Bezeichnungen rechts und links grundsätzlich aus der Sicht der Person verwendet, die den Schild vor sich her tragen würde, also entgegengesetzt zur Sicht des Betrachters.
Das Wappen der Provinz Álava besteht aus einem goldenen Schild mit blauem Rand. Auf dem Schild steigt ein grünes Rasenstück nach rechts an, worauf rechts ein grauer Felsen liegt, auf dem sich ein silbernes, schwarz vermauertes Kastell mit blauen Fenster- und Toröffnungen erhebt. Aus dem Felsen erhebt sich nach links ein abgewinkelter Arm in blauer Rüstung, der ein blaues Schwert gegen einen aufrechten, nach rechts gewandten, roten Löwen schwingt. Vor der Schwertklinge erscheint ein blaues Spruchband mit der Inschrift „JUSTICIA“ („Gerechtigkeit“) in goldenen Lettern. Auf dem Schildrand steht die Devise „EN AUMENTO DE LA JUSTICIA CONTRA MALHECHORES“ („Zur Förderung der Gerechtigkeit gegenüber Übeltätern“), ebenfalls in goldenen Lettern. Auf dem Schild ruht eine goldene, mit Edelsteinen geschmückte, offene Herzogskrone mit fünf sichtbaren Blättern.

## Herkunft der Wappenbestandteile
Die Devise auf dem Rand des Wappenschilds geht auf die Hermandad de Álava zurück und stammt aus dem 16. Jahrhundert. Lokale Bruderschaften zur Verteidigung der von den Mauren befreiten Gebiete tauchten unter Don Sancho „de los Buenos Fueros“ (Graf von Kastilien 995–1017) und König Alfons VI. von León und Kastilien (1065–1109) in begrenzten Gebieten erstmals auf. Offiziell ist die Gründung einer Hermandad de Álava, die 26 Körperschaften auf dem Gebiet der heutigen Provinz umfasste, erst für den 4. Oktober 1463 beglaubigt.
Die Darstellung des Wappens findet sich erstmals 1294 als Siegel auf einem Dokument der Gemeinde Portilla, welches das Kastell auf seinem Felsen, den Arm mit erhobenem Schwert und den angreifenden Löwen zeigt. Dieses Siegel wurde der Gemeinde wohl durch Ferdinand III., König von Kastilien (ab 1217) und León (ab 1230) bis 1252 verliehen, obwohl sich aus den ersten Jahrzehnten seines Gebrauchs kein Dokument erhalten hat. Er führte als König beider Reiche sowohl das Kastell als auch den Löwen in seinem eigenen Wappen. Das abgebildete Castillo de Portilla wurde vor 1040, also wohl unter König Sancho III. von Pamplona (1004–1035) erbaut, war Schauplatz zahlreicher Auseinandersetzungen zwischen Navarra und Kastilien, wurde 1199/1200 von König Alfons VIII. endgültig für Kastilien erobert und im 16. Jahrhundert aufgegeben.